# Becoming Elizabeth
Becoming Elizabeth è una serie televisiva anglo-statunitense ideata da Anya Reiss, che segue la crescita della futura regina Elisabetta I. La serie ha debuttato su Starz il 12 giugno 2022.

## Trama
Elisabetta Tudor, un'adolescente orfana, figlia del re Enrico VIII e della sua seconda moglie, Anna Bolena, viene coinvolta nella politica della corte inglese nel suo viaggio per assicurarsi la corona, tra intrighi di corte e lotte di religione tra protestanti e cattolici.
Le vicende iniziano dalla morte del re Enrico VIII e l'ascesa al trono del suo unico figlio maschio legittimo, Edoardo VI.

## Episodi
| Stagione       | Episodi | Prima TV USA | Pubblicazione Italia |
| -------------- | ------- | ------------ | -------------------- |
| Prima stagione | 8       | 2022         | 2022                 |

## Personaggi e interpreti

### Principali
- Principessa Elizabeth Tudor, interpretata da Alicia von Rittberg, doppiata da Veronica Puccio.
Figlia quattordicenne di Enrico VIII e Anna Bolena che va a vivere nella residenza di Catherine a Chelsea per proseguire la sua istruzione. Qui si infatua di Thomas e inizia una relazione all'insaputa di Catherine.
- Principessa Mary Tudor, interpretata da Romola Garai, doppiata da Francesca Manicone.
Unica figlia di Enrico VIII e Caterina d'Aragona, sorellastra di Elizabeth e devota cattolica.
- Lady Catherine Parr, interpretata da Jessica Raine, doppiata da Domitilla D'Amico.
Vedova di Enrico VIII che sposa Thomas in segreto.
- Henry Grey, interpretato da Leo Bill, doppiato da Edoardo Stoppacciaro.
Duca di Suffolk, padre di Jane e membro del consiglio privato del re.
- Thomas Seymour, interpretato da Tom Cullen, doppiato da Giorgio Borghetti.
Grand ammiraglio, neo marito di Catherine e fratello di Edward.
- Lady Kat Ashley, interpretata da Alexandra Gilbreath, doppiata da Barbara De Bortoli.
Lady of the Bedchamber di Elizabeth.
- Edward Seymour, duca di Somerset, interpretato da John Heffernan, doppiato da Stefano Alessandroni.
Fratello di Thomas, lord protettore e zio di Edoardo VI.
- Guzmán de Silva, interpretato da Olivier Huband, doppiato da Riccardo Scarafoni.
Ambasciatore spagnolo in Inghilterra.
- Lord John Dudley, interpretato da Jamie Parker, doppiato da Carlo Petruccetti.
Padre di Robert e Guildford e illustre membro del consiglio privato del re.
- Pedro, interpretato da Ekow Quartey, doppiato da Federico Talocci.
Cavaliere e soldato spagnolo, inviato da Edward per spiare Mary.
- Lady Jane Grey, interpretata da Bella Ramsey, doppiata da Chiara Fabiano.
Cugina di Elizabeth che viene inviata dal padre nell'abitazione di Catherine per continuare i suoi studi.
- Re Edoardo VI, interpretato da Oliver Zetterström, doppiato da Diego Follega.
Nuovo re di Inghilterra dopo la morte del padre Enrico VIII.
- Lord Robert Dudley, interpretato da Jamie Blackley, doppiato da Manuel Meli.
Figlio maggiore di John e amico di Elizabeth.
- Stephen Gardiner, interpretato da Alex Macqueen, doppiato da Mauro Gravina.
Vescovo cattolico rinchiuso nella Torre di Londra per aver cercato di far giustiziare Catherine per eresia.
- Lord Guilford Dudley, interpretato da Jacob Avery, doppiato da Francesco Fabbri.
Figlio minore di John e fratello di Robert.

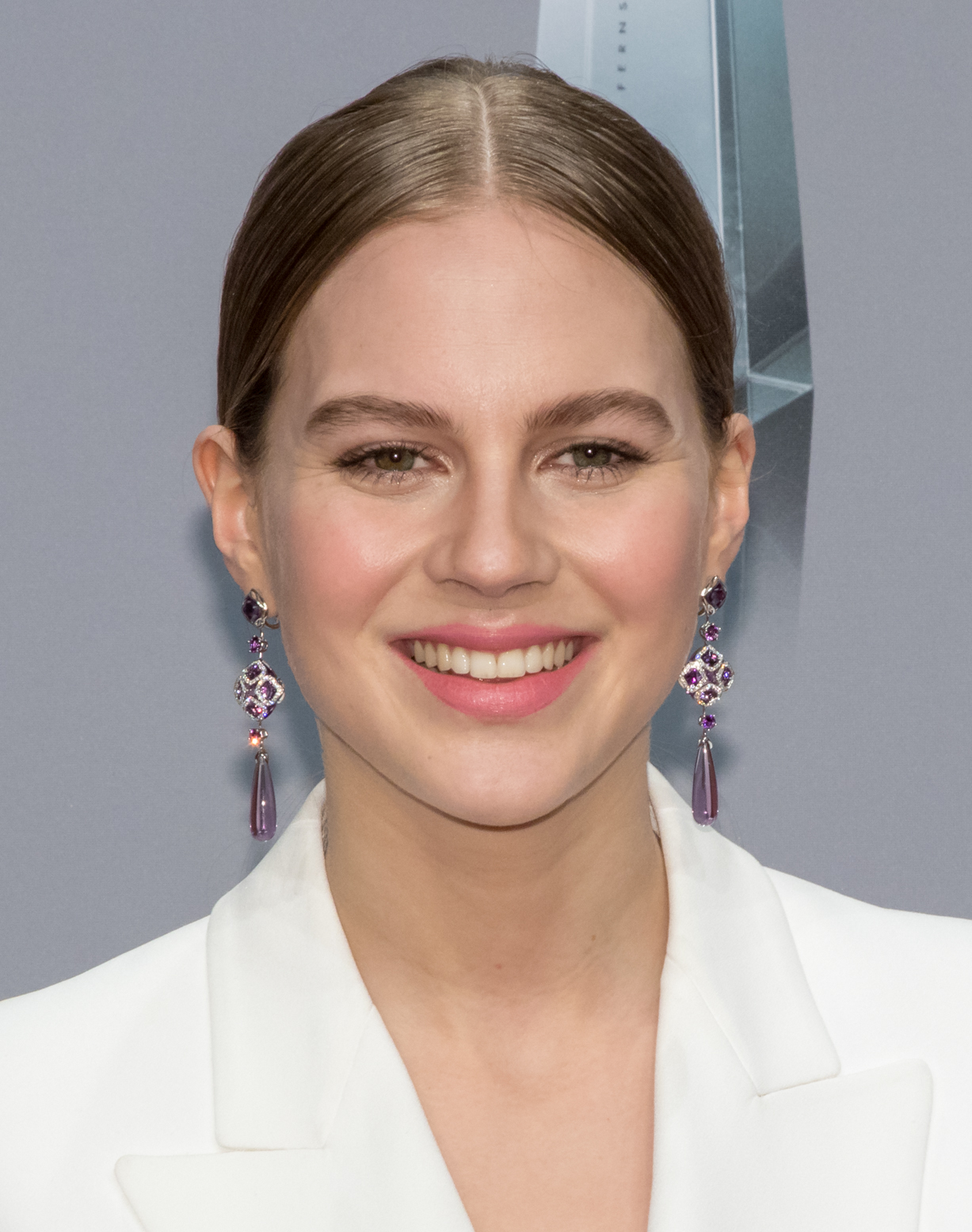
Alicia von Rittberg
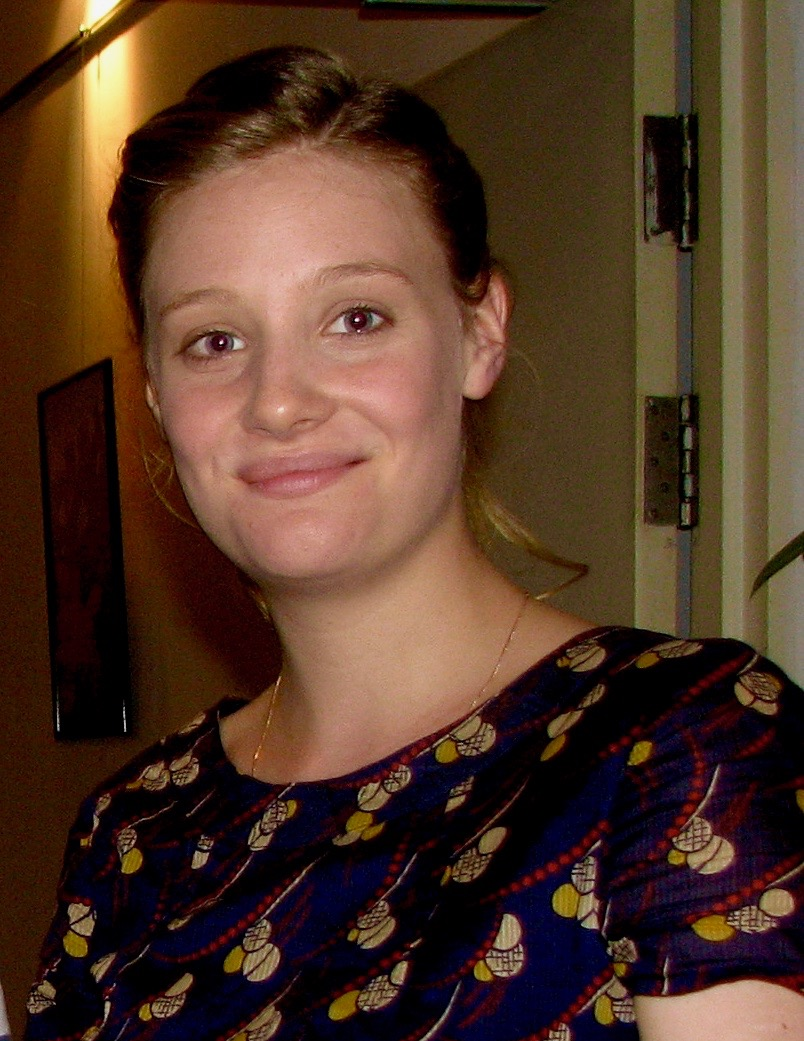
Romola Garai
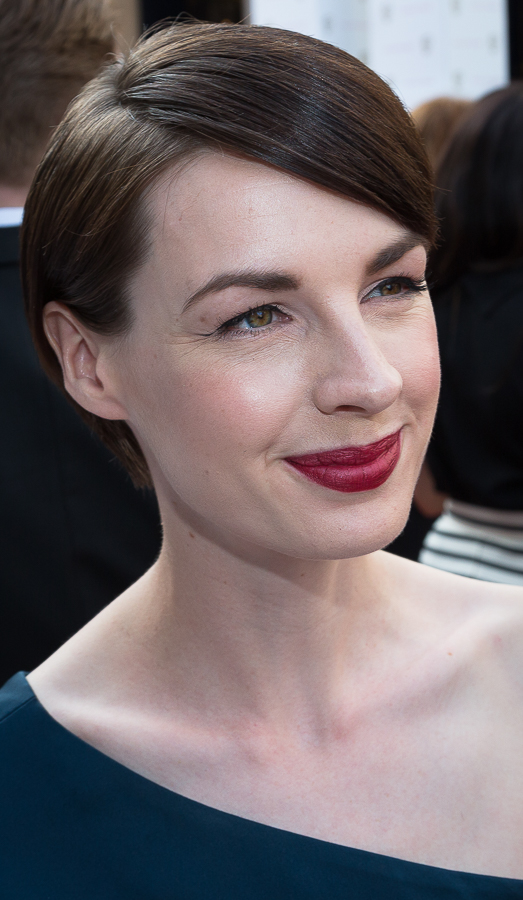
Jessica Raine
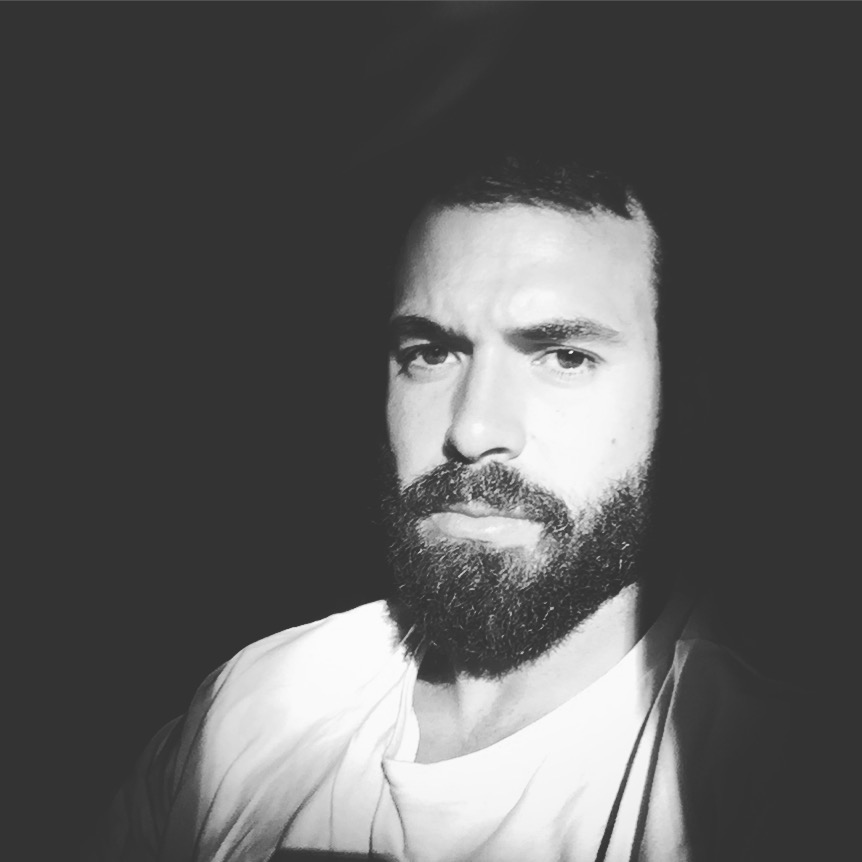
Tom Cullen
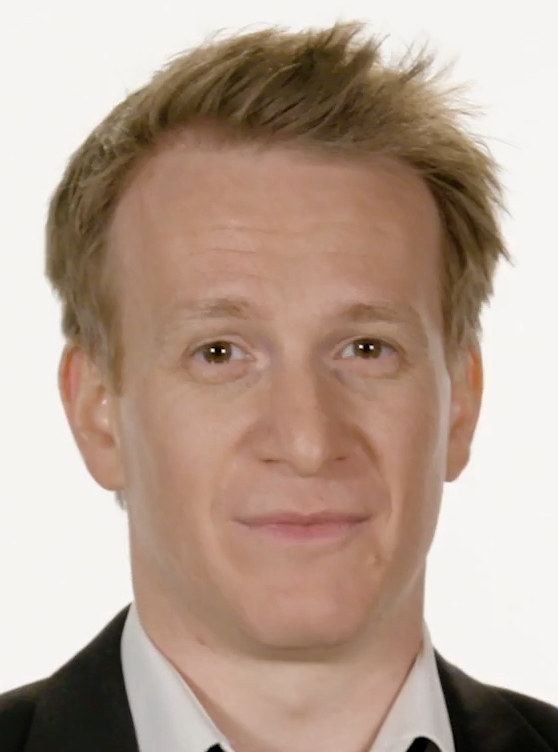
Jamie Parker
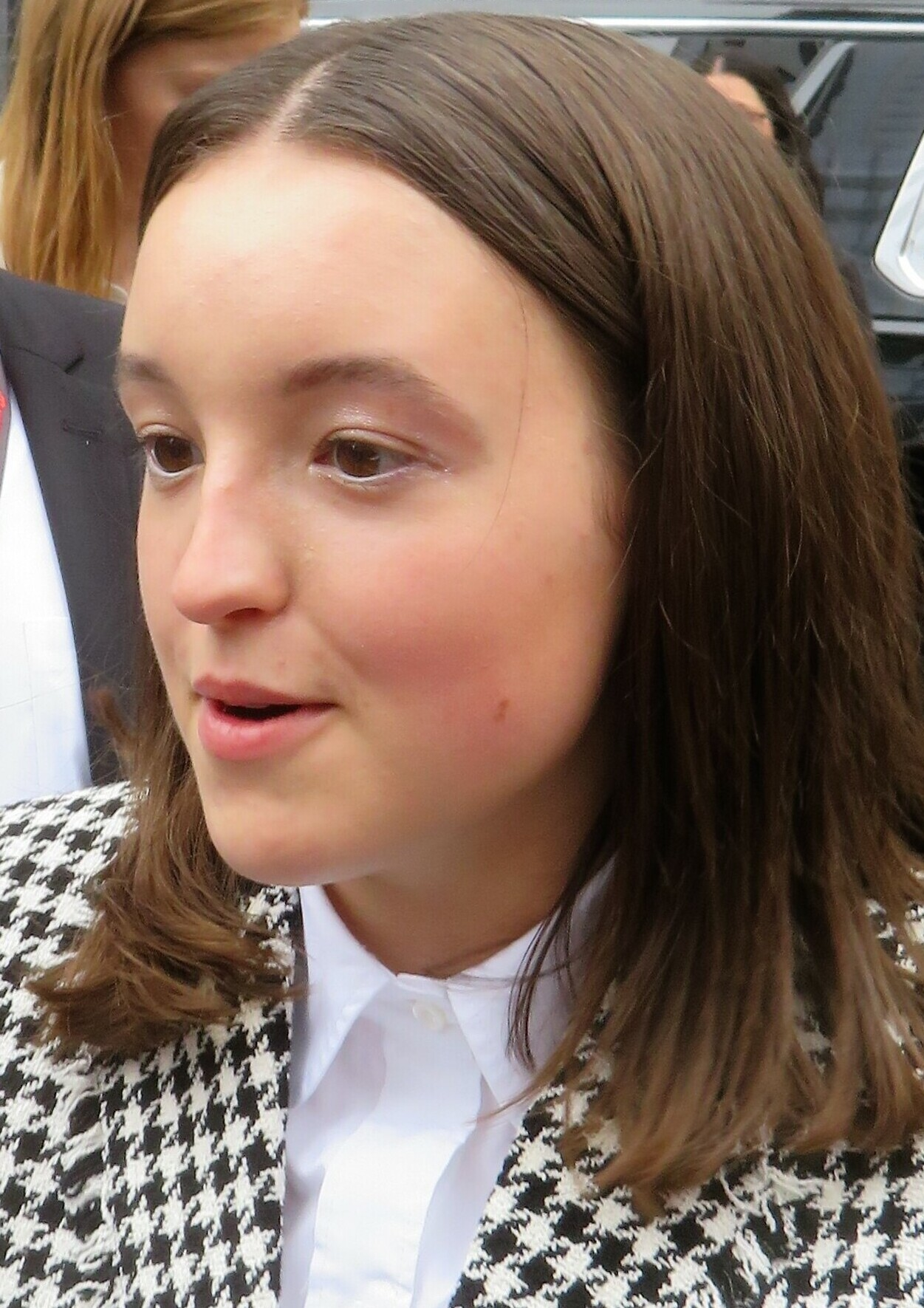
Bella Ramsey
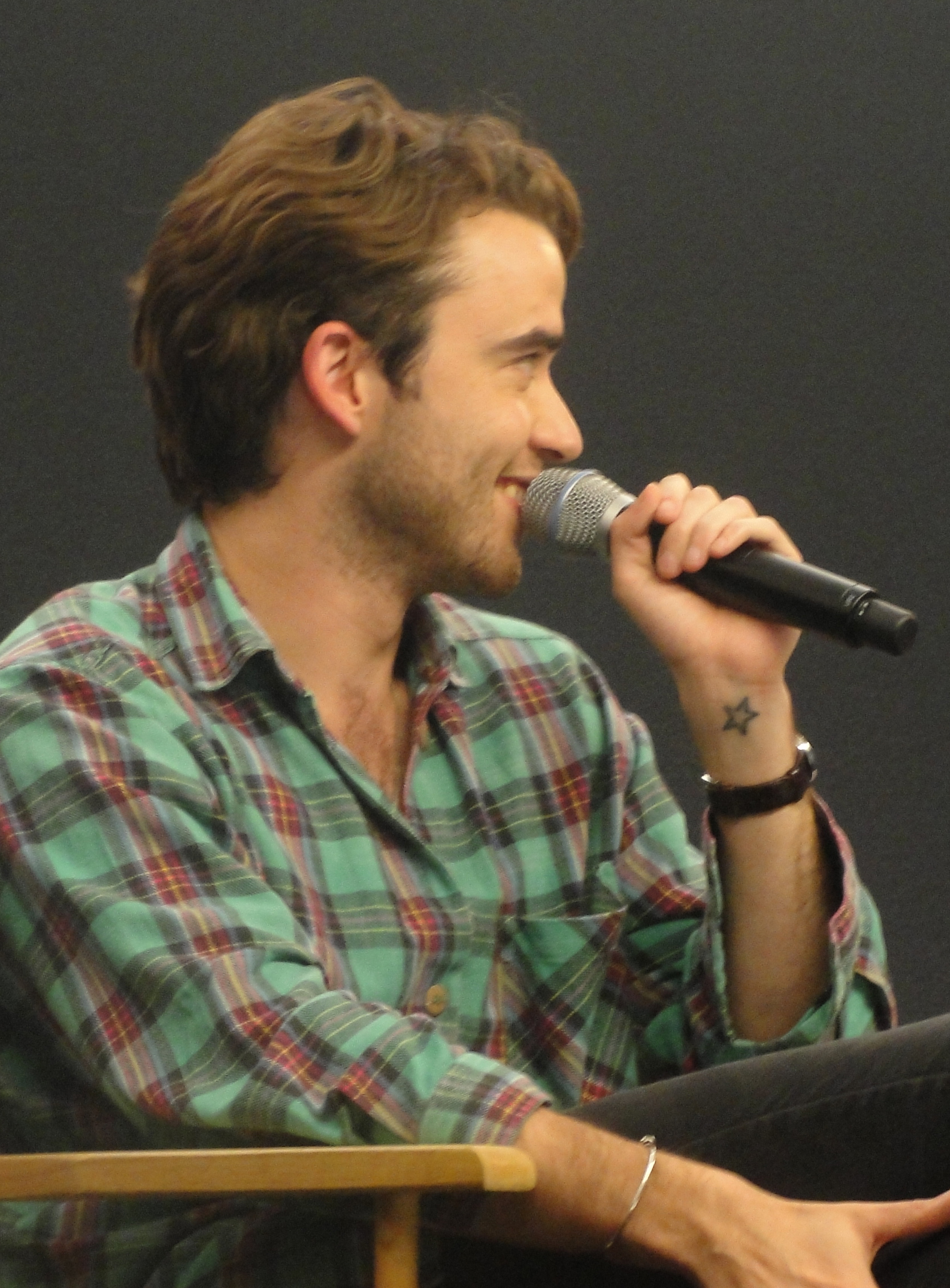
Jamie Blackley
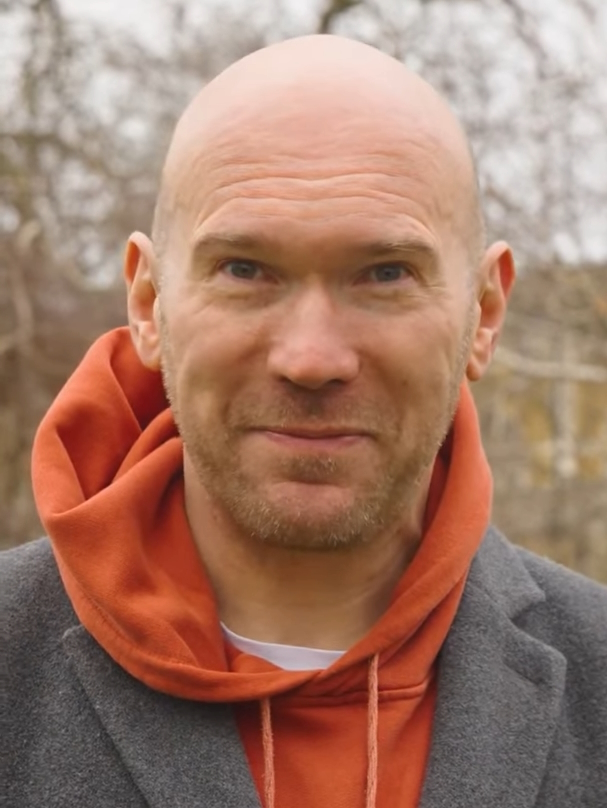
Alex Macqueen

### Ricorrenti
- Robert Kett, interpretato da Robert Whitelock, doppiato da Franco Mannella.
Yeoman e leader della rivolta nel Norfolk.
- Edward Seymour, interpretato da Alfie Todd, doppiato da Mattia Fabiano.
Figlio minore del duca di Somerset.
- Amy Robsart, interpretata da Ruby Ashbourne Serkis, doppiata da Ughetta d'Onorascenzo.
Giovane nobildonna che Robert sposa all'insaputa del padre e di Elizabeth.

### Guest star
- Sir Anthony Denny, interpretato da Stanley Townsend, doppiato da Giorgio Locuratolo.
Cognato di Kat e proprietario dell'abitazione in cui Elizabeth va a vivere dopo essere stata allontanata da Catherine Parr.
- Joan Denny, interpretata da Beth Goddard, doppiata da Antonella Rinaldi.
Moglie di Anthony.
- John Robsart, interpretato da Bo Poraj, doppiato da Francesco Prando.
Marito di Elizabeth e padre di Amy.
- Elizabeth Robsart, interpretata da Lucy Speed, doppiata da Valentina Mari.
Madre di Amy.

## Produzione

### Sviluppo
Nel dicembre 2019, è stato annunciato che Starz aveva dato il via libera a una serie di 8 episodi incentrata sugli anni più giovani della regina Elisabetta I creata da Anya Reiss, che sarebbe stata anche produttrice esecutiva.
Nell'ottobre 2022 è stato comunicato che Starz ha cancellato la serie.

### Casting
Nell'ottobre 2020, Alicia von Rittberg si è unita al cast della serie, nel ruolo di protagonista. Gli altri membri del cast sono stati annunciati nel maggio 2021: Romola Garai, Jessica Raine, Tom Cullen, Bella Ramsey, Oliver Zetterström, John Heffernan, Jamie Blackley, Jacob Avery, Alexandra Gilbreath, Leo Bill, Ekow Quartey, Alex Macqueen.

### Riprese
Le riprese sono iniziate nel dicembre 2020. La produzione si è svolta al Castello di Cardiff.

## Distribuzione
Becoming Elizabeth è stata trasmessa negli Stati Uniti su Starz dal 12 giugno al 7 agosto 2022. In Italia è stata resa disponibile sulla piattaforma di streaming StarzPlay nelle stesse date.

### Edizione italiana
La direzione del doppiaggio è a cura di Giorgio Borghetti, su dialoghi di Francesco Grippo, Elisabetta Polci e Simona Chiodi, per conto di ETS Studios.

## Accoglienza

### Critica
La serie ha ricevuto recensioni positive dalla critica. Rotten Tomatoes riporta l'81% delle recensioni professionali positive basato su 21 critiche. Il consenso critico del sito web indica: «Ansiosa come un'adolescente scontenta e traendo il meglio da questo, Becoming Elizabeth trova un nuovo dramma nei Tudor spostando l'attenzione sulla ragnatela della corte reale.» Metacritic, invece, ha assegnato un punteggio di 73 su 100 basato su 11 recensioni, indicando "recensioni generalmente favorevoli".